# Distretto di Gôh-Djiboua
Il distretto di Gôh-Djiboua è uno dei quattordici distretti della Costa d'Avorio. Ha per capoluogo la città di Gagnoa ed è suddiviso nelle due regioni di Gôh e Lôh-Djiboua.
La popolazione censita nel 2014 era pari a 1.605.286 abitanti.